# Jolanda Bonestroo
Jolanda Bonestroo (...) è una sciatrice nautica olandese.
È stata la prima sciatrice nautica europea a ottenere quattro titoli continentali con le sequenza di vittorie realizzate tra il 1994 e il 2000. Tale primato è stato eguagliato nel 2008 dalla britannica Kim Lumley. 
Nel 2017 il suo nome è stato inserito nella Hall of fame dello sci nautico.